# Тур Швейцарии 1960
24-я гонка Тура Швейцарии — шоссейная многодневная велогонка по дорогам Швейцарии. Гонка проводилась с 16 по 22 июня 1960 года. Победу одержал швейцарский велогонщик Альфред Рюгг.

## Маршрут
Гонка состояла из 7 этапов, общей протяженностью 1278,5 километра.
| Этап | Дата   | Маршрут             | type                    | Длина (км) | Победитель     | Лидер генеральной классификации |
| ---- | ------ | ------------------- | ----------------------- | ---------- | -------------- | ------------------------------- |
| 1    | 16 июн | Цюрих – Кройцлинген |                         | 199        | Анри Эпалль    | Анри Эпалль                     |
| 2    | 17 июн | Кройцлинген – Давос |                         | 189        | Альфред Рюгг   | Анри Эпалль                     |
| 3    | 18 июн | Давос – Лугано      |                         | 192        | Вальтер Мартин | Анри Эпалль                     |
| 4    | 19 июн | Лугано – Карона     | индивидуальная разделка | 15,5       | Альфред Рюгг   | Альфред Рюгг                    |
| 5    | 20 июн | Лугано – Тун        |                         | 237        | Эрвин Луц      | Альфред Рюгг                    |
| 6    | 21 июн | Тун – Монтрё        |                         | 207        | Жан Селик      | Альфред Рюгг                    |
| 7    | 22 июн | Монтрё – Базель     |                         | 239        | Марсель Блавье | Альфред Рюгг                    |

## Итоговое положение
| \| Генеральная классификация \| Генеральная классификация \| Генеральная классификация \| Генеральная классификация \| Генеральная классификация \| \| Гонщик \| Гонщик \| Команда \| Время \| \| \| ------------------------- \| ------------------------- \| ------------------------- \| ------------------------- \| ------------------------- \| \| 1-й \| Альфред Рюгг \| \| 35ч 54' 33 \| \| \| 2-й \| Курт Гимми \| \| + 2' 37 \| \| \| 3-й \| Рене Штрелер \| \| + 2' 53 \| \| \| 4-й \| Аттилио Мореси \| \| + 3' 22 \| \| \| 5-й \| Виктор Саттон \| \| + 3' 47 \| \| \| 6-й \| Giuseppe Dante \| \| + 4' 09 \| \| \| 7-й \| Эрвин Луц \| \| + 4' 10 \| \| \| 8-й \| Jef Lahaye \| \| + 4' 53 \| \| \| 9-й \| Stefano Gaggero \| \| + 5' 22 \| \| |                 |         |            |
| |                 |         |            |
| |                 |         |            |
| Генеральная классификация |                 |         |            |
| Гонщик | Гонщик          | Команда | Время      |
| 1-й | Альфред Рюгг    |         | 35ч 54' 33 |
| 2-й | Курт Гимми      |         | + 2' 37    |
| 3-й | Рене Штрелер    |         | + 2' 53    |
| 4-й | Аттилио Мореси  |         | + 3' 22    |
| 5-й | Виктор Саттон   |         | + 3' 47    |
| 6-й | Giuseppe Dante  |         | + 4' 09    |
| 7-й | Эрвин Луц       |         | + 4' 10    |
| 8-й | Jef Lahaye      |         | + 4' 53    |
| 9-й | Stefano Gaggero |         | + 5' 22    |

| Очковая классификация | Очковая классификация | Очковая классификация | Очковая классификация | Очковая классификация |
| Гонщик                | Гонщик                | Команда               | Очки                  |                       |
| --------------------- | --------------------- | --------------------- | --------------------- | --------------------- |
| 1-й                   | Курт Гимми            |                       | 51 очков              |                       |
| 2-й                   | Альфред Рюгг          |                       | 54 очков              |                       |
| 3-й                   | Рене Штрелер          |                       | 57 очков              |                       |

| Очковая классификация | Очковая классификация | Очковая классификация | Очковая классификация | Очковая классификация |
| Гонщик                | Гонщик                | Команда               | Очки                  |                       |
| --------------------- | --------------------- | --------------------- | --------------------- | --------------------- |
| 1-й                   | Курт Гимми            |                       | 51 очков              |                       |
| 2-й                   | Альфред Рюгг          |                       | 54 очков              |                       |
| 3-й                   | Рене Штрелер          |                       | 57 очков              |                       |

| Горная классификация | Горная классификация | Горная классификация | Горная классификация | Горная классификация |
| Гонщик               | Гонщик               | Команда              | Очки                 |                      |
| -------------------- | -------------------- | -------------------- | -------------------- | -------------------- |
| 1-й                  | Альфред Рюгг         |                      | 50 очков             |                      |
| 2-й                  | Курт Гимми           |                      | 35 очков             |                      |
| 3-й                  | Jef Lahaye           |                      | 30 очков             |                      |

| Горная классификация | Горная классификация | Горная классификация | Горная классификация | Горная классификация |
| Гонщик               | Гонщик               | Команда              | Очки                 |                      |
| -------------------- | -------------------- | -------------------- | -------------------- | -------------------- |
| 1-й                  | Альфред Рюгг         |                      | 50 очков             |                      |
| 2-й                  | Курт Гимми           |                      | 35 очков             |                      |
| 3-й                  | Jef Lahaye           |                      | 30 очков             |                      |